# 弗拉基米尔·戈梅纽克
弗拉基米爾·米哈伊洛维奇·戈梅纽克（烏克蘭語：Володимир Михайлович Гоменюк；1985年7月19日—）是一位烏克蘭足球運動員。在場上的位置是前鋒。他現在效力於烏克蘭足球超級聯賽球隊哈爾科夫冶金工足球俱樂部。他有克里米亞的魯尼之稱。